# Попьюга
Попьюга — река в России, протекает по Архангельской области. Устье реки находится в 282 км по правому берегу реки Мезень. Длина реки составляет 8 км. Образуется от слияния рек Палощельская Попьюга и Средняя Попьюга.
Притоки: Ржаной, Белощельская Попьюга, Токовой.

## Данные водного реестра
По данным государственного водного реестра России относится к Двинско-Печорскому бассейновому округу, водохозяйственный участок реки — Мезень от истока до водомерного поста у деревни Малонисогорская. Речной бассейн реки — Мезень.
Код объекта в государственном водном реестре — 03030000112103000045876.